# Hadrian z Cezarei
Hadrian z Cezarei (ur. w III wieku w Hadrii, zm. 5 lub 7 marca 309 w Cezarei Palestyńskiej) – męczennik chrześcijański i święty Kościoła katolickiego.
O św. Hadrianie wiadomo z zapisków Euzebiusza, że przybył do Cezarei by wspomagać prześladowanych chrześcijan. Po zdemaskowaniu zadeklarował razem ze św. Eubulem swoje wyznanie i obydwaj zostali skazani na rozszarpanie przez zwierzęta w dniu święta Fortuny. Zginął śmiercią męczeńską rozszarpany przez lwa a następnie ścięty mieczem.
Jego wspomnienie liturgiczne obchodzone jest 5 marca (wspomnienie św. Eubula 7 marca).